# Hibbertia-ordenen
Hibbertia-ordenen (Dilleniales) har følgende fællestræk: De er træagtige planter (træer, buske, lianer) eller stauder. Arterne indeholder karakteristiske flavoner, myricetin og ellaginsyre. Overhuden er fyldt med kisel. Bladene er spiralstillede og hele med tandet rand, hvor hver tand slutter i en kirtel. Der er kun én familie i ordenen.
| Familier |

- Hibbertia-familien (Dilleniaceae)